# U-4号潜艇 (1909年)
陛下之4号潜艇是德意志帝国海军建造的一艘潜艇或称U艇。它由但泽的帝国船厂承建，于1909年5月18日下水，至1909年7月1日交付使用。它是在第一次世界大战海战期间服役的329艘德国潜艇之一，并参加了大西洋潜艇战役，但由于主要被用作训练艇，因此没有任何击沉敌舰的记录。1919年，艇只部分拆解，船体被出售。

## 脚注
1. 1 2 3 4  Rössler，第15頁.
2. ↑  Gröner 1991，第4-6頁.